# Short Order
Pour les articles homonymes, voir Short (homonymie).
Pour plus de détails, voir Fiche technique et Distribution.
Short Order est un film irlandais réalisé par Anthony Byrne, sorti en 2005.

## Synopsis
Fiona (Emma de Caunes) a un talent spécial pour la séduction culinaire. Elle travaille dans un snack et plusieurs de ses consommateurs de la nuit se mettent à déclarer leur amour, sans penser aux conséquences...

## Fiche technique
- Titre : Short Order
- Réalisation : Anthony Byrne
- Scénario : Anthony Byrne
- Pays d'origine : Irlande
- Genre : Drame, Film d'aventure
- Durée : 100 minutes

## Distribution
- Emma de Caunes : Fiona
- Jack Dee : Harry
- Rade Šerbedžija : Paulo
- Vincent Fegan : Sébastien Gruel
- Paschal Friel : Pedro
- Cosma Shiva Hagen : Catherine
- John Hurt : Félix
- Tatiana Ouliankina : Stefani
- Vanessa Redgrave : Marianne